# Vera Kasimir

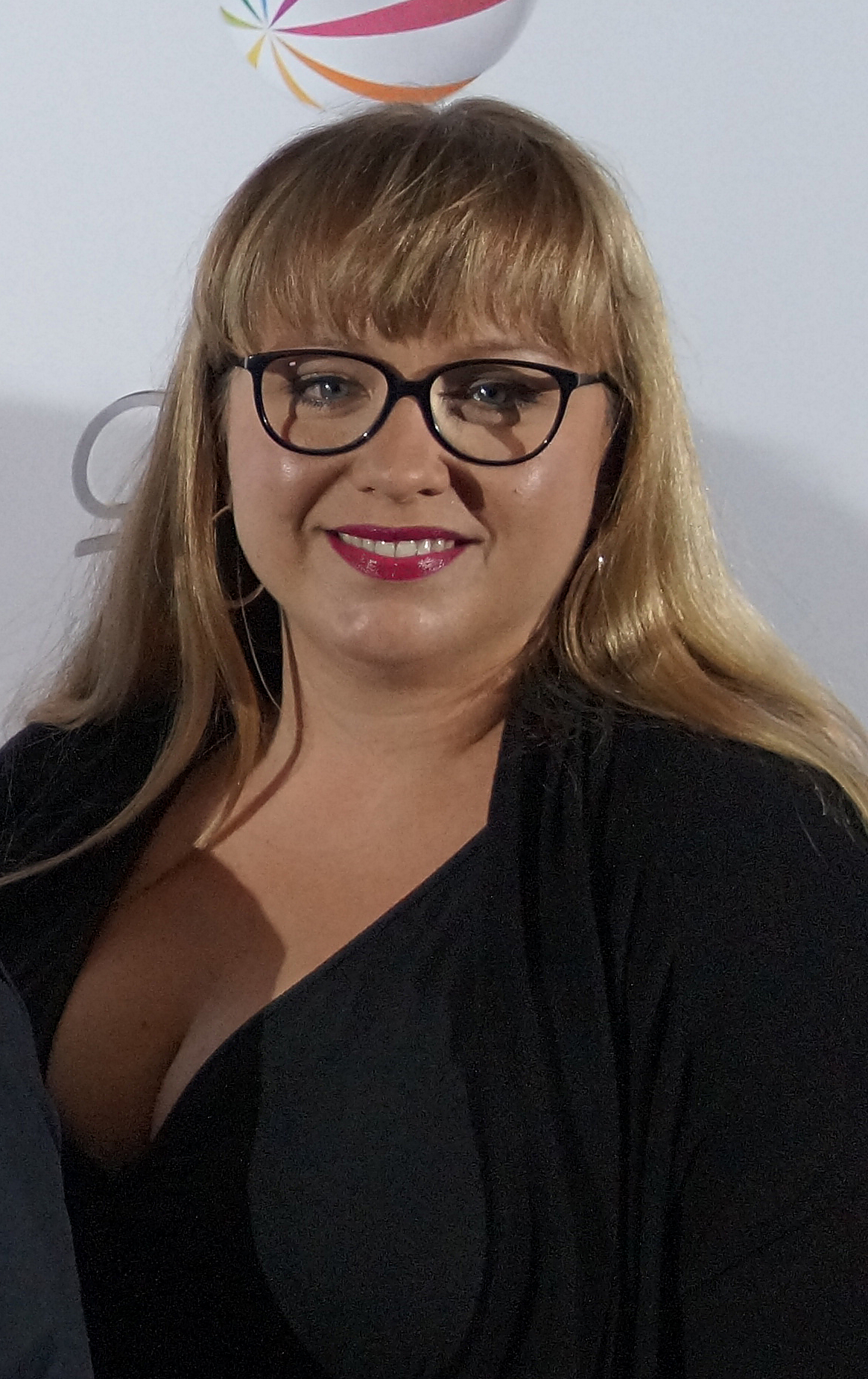
Vera Kasimir (2016)

Vera Kasimir (* 1980 in Essen) ist eine deutsche Filmschauspielerin. 

## Leben
Vera Kasimir absolvierte von 2002 bis 2006 eine Schauspielausbildung an der Folkwang Universität der Künste in Essen. Danach war sie einige Jahre als Theater-Schauspielerin aktiv. Ab 2009 kamen Rollenangebote für Film und Fernsehserien.
Sie ist auch als Synchronsprecherin aktiv, so sprach sie Ashley Fink (als Lauren Zizes) in der US-Serie Glee.

## Filmografie (Auswahl)
- 2015: Herr Lenz reist in den Frühling
- 2016: Volltreffer
- 2017: Schwarzbrot in Thailand
- 2017: SOKO Wismar (Fernsehserie, eine Folge)
- 2018: Der Froschkönig
- 2018: Krügers Odyssee
- 2019: Meine Nachbarn mit dem dicken Hund
- 2019: Stenzels Bescherung
- 2022: Praxis mit Meerblick – Mutter und Sohn
- 2025: Gute Zeiten, schlechte Zeiten (Fernsehserie)